# مونت کارلو ان پارتیکل ترنسپورت کد
مونت کارلو ان پارتیکل ترنسپورت کد (به انگلیسی: Monte Carlo N-Particle Transport Code) به بسته نرم‌افزاری گفته می‌شود که در پردازش‌های هسته‌ای از آن استفاده می‌شود و از سال ۱۹۵۷ توسط آزمایشگاه ملی لس آلاموس در حال توسعه است.